# Nicôla thành Myra
Thánh Nicôla (tiếng Hy Lạp: Νικόλαος Nikólaos, tiếng Latinh: Nicolaus, tiếng Anh: Nicholas) là vị thánh quan thầy của trẻ em, là một trong những vị thánh quen thuộc, thường cầu bầu cho dân chúng. Đặc biệt ngày nay, người ta cho rằng hình ảnh Ông già Noel trong dịp Lễ Giáng Sinh chính là hiện thân của Thánh Nicôla. Lễ kính vị thánh này là vào ngày 6 tháng 12 hằng năm (ngày mất của ông).

## Huyền thoại đầu

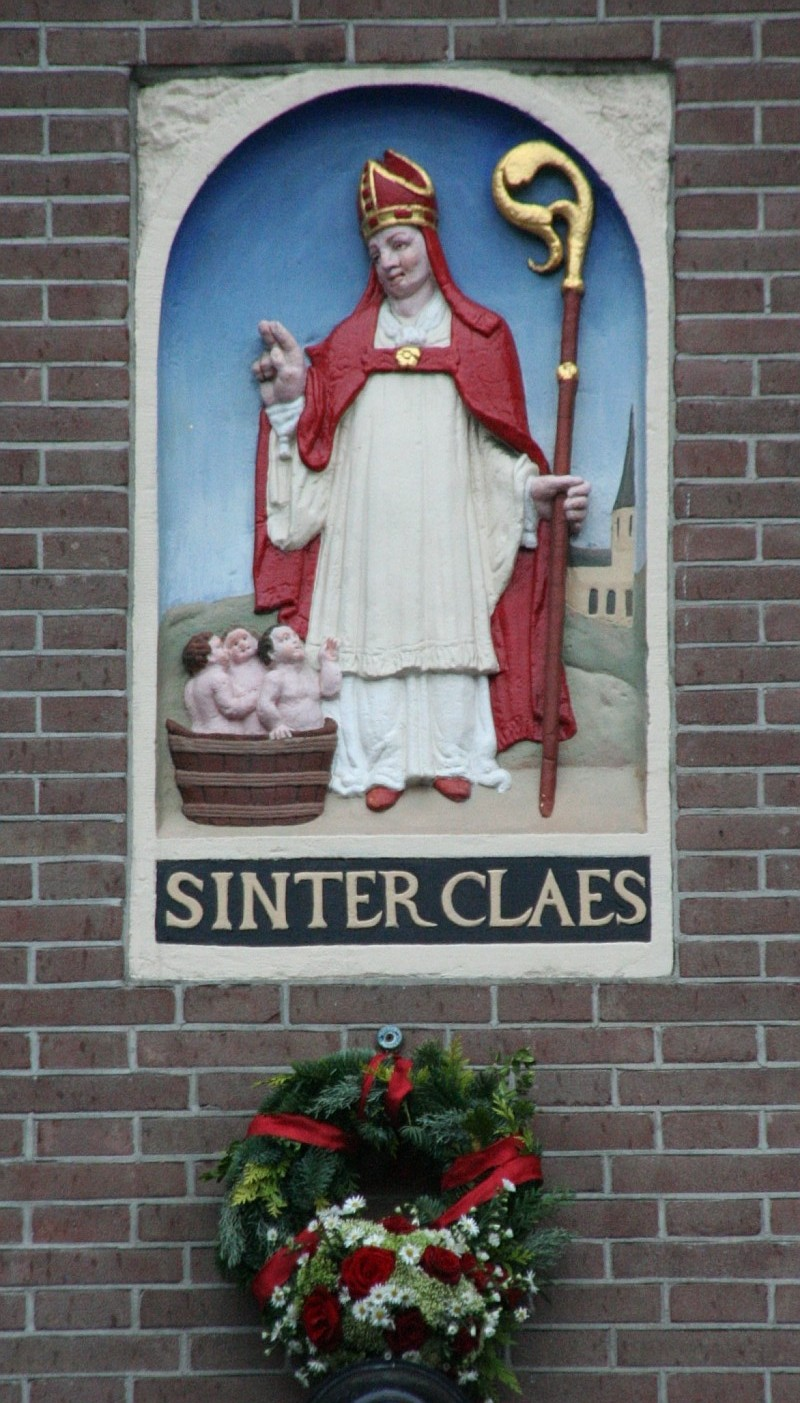
Sinter Claes in Amsterdam

Có quá nhiều huyền thoại về Thánh Nicôla khiến nhiều người phải tự hỏi, không biết vị thánh này có thật hay không. Tuy nhiên, với một số dữ kiện lịch sử thu thập được thì có thể nói rằng vị thánh này đã sống trong thời tiên khởi Kitô Giáo. Nicôla sinh trong khoảng năm 280 tại Myra. Đó là hải cảng bận rộn trong vùng Lycea của Tiểu Á (ngày nay là Demre, Thổ Nhĩ Kỳ).
Nicôla được nhiều người biết đến vì biết thương người nghèo và dành cả đời mình để phục vụ Thiên Chúa. Một lần, gặp ba cô gái trẻ không có người cầu hôn vì cha họ quá nghèo, ông liền lấy ba túi vàng và bỏ vào phòng ba cô gái nọ. Nhờ đó mà họ lấy được chồng và sống rất hạnh phúc. Mặc dù vậy, những người La Mã lại luôn khinh miệt ông. Họ bắt giam và tra tấn ông trong ngục tối. Khi Constantinô trở thành Hoàng đế La Mã thì ông đã trả tự do cho Nicôla. Cũng từ đó Constantinô trở thành một Kitô hữu. Ông triệu tập Công đồng Nicaea I và Nicôla được mời làm nghị phụ của hội nghị. Nicôla được đặc biệt ca tụng vì tình yêu của ông dành cho trẻ em. Người ta đồn rằng các món quà bất ngờ đều do Thánh Nicôla mang đến và cũng chính ngài là người luôn mang quà đến cho trẻ em vào các dịp Noel.
Bên cạnh đó, Thánh Nicôla còn là người bảo vệ cho các thủy thủ đảo Silicia của Hy Lạp cổ đại và Nga. ở đất nước Hà Lan, truyền thuyết về Thánh Nicôla luôn sống mãi trong lòng mỗi người dân. Vào thế kỉ thứ 16, ở Hà Lan, trẻ em thường đặt những chiếc giày gỗ của mình bên cạnh lò sưởi với hy vọng là chúng sẽ được Thánh Nicôla thết đãi no nê. Người Hà Lan phát âm từ St. Nicholas (Thánh Nicôla) thành Sint Nicholaas, sau đó nói chệch thành Sinterklaas và cuối cùng được những người theo Anh Giáo đọc thành Santa Claus.

## Ảnh hưởng trong văn hóa đại chúng

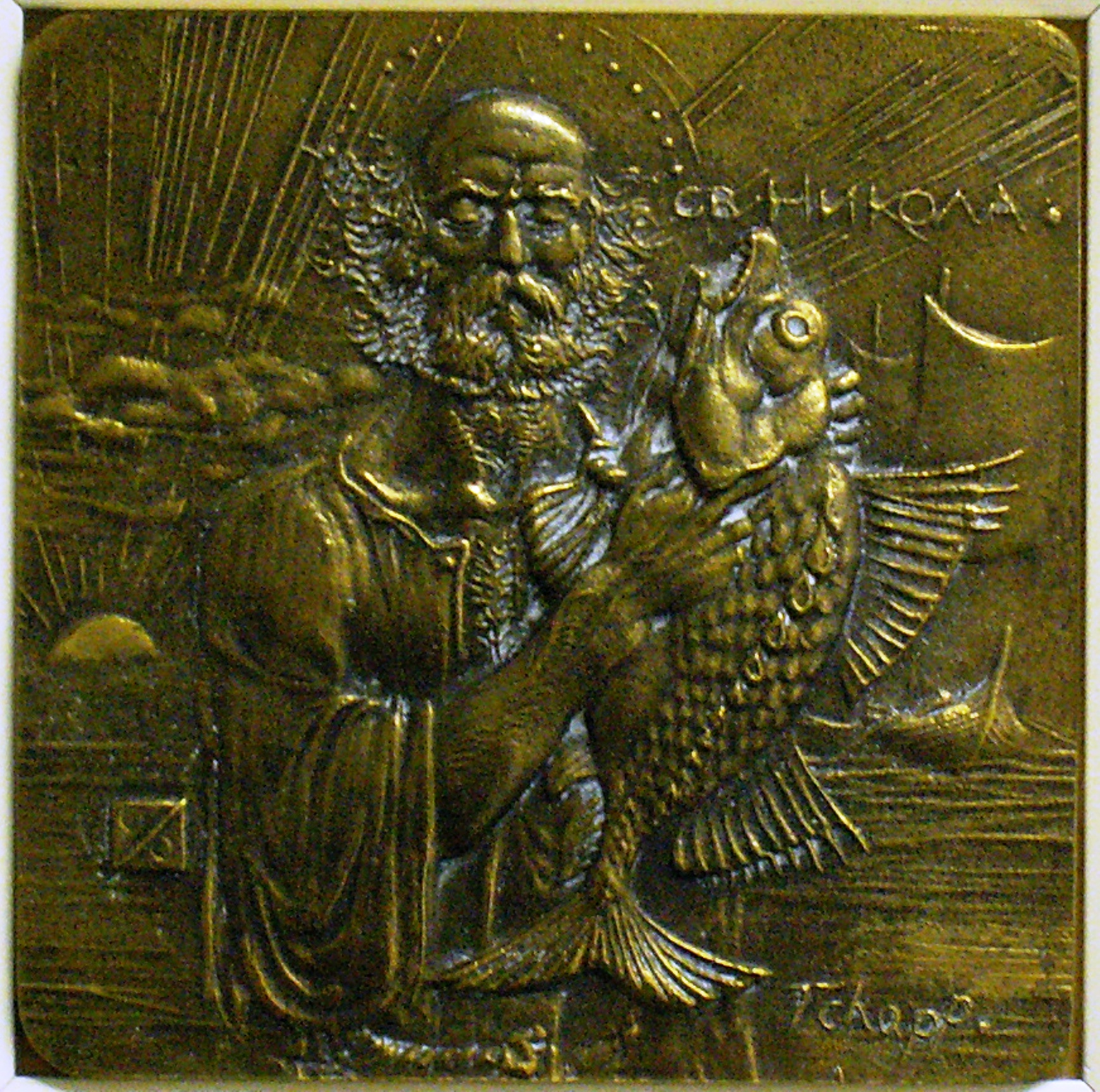
A modern metal icon of St. Nicholas by the Bulgarian artist Georgi 'Chapa' Chapkanov, depicting the patron saint of fishermen holding a fish. Gilbert House, Stanley, Falkland Islands.

Hầu hết các truyền thuyết về Thánh Nicôla đều bắt nguồn từ Hoa Kỳ. Người Hà Lan khi đến khắp các vùng đất trên thế giới đã mang theo các truyền thuyết về vị Thánh này. Họ xây dựng nhà thờ đầu tiên ở New York và lấy tên Thánh đặt cho nhà thờ. Năm 1822, Clement Clarke Moore đã viết truyện "Đêm trước Giáng Sinh" (The Night Before Christmas) để kể cho trẻ em trong gia đình nghe vào đêm Noel. Câu chuyện có lẽ chỉ được lưu truyền trong gia đình nhà Moore nếu như không có một người bạn của gia đình gửi bản thảo câu chuyện đó tới toà báo.
Nhà sản xuất phim hoạt hình thế kỷ 19, Thomas Nast đã hiện đại hoá hình ảnh ông già Noel. Trong phim hoạt hình của mình về Giáng Sinh, ông đã tạo dựng nên hình ảnh ông già Noel vui tính, râu tóc trắng xoá, má đỏ hồng, mặc bộ đồ đỏ trắng, đi khắp ngõ phố mang quà đến cho trẻ em. Trong phim của Thomas Nast, ông già Noel dành cả năm để đọc thư trẻ em khắp nơi trên thế giới gửi đến, và sản xuất đồ chơi theo ý muốn của các em. Những hình ảnh này, ngày nay đã gắn liền với truyền thuyết về ông già Noel.